# Jill Adams
Jill Adams (* 22. Juli 1930 in London, England als Jill Siggins; † 13. Mai 2008 in Clareance, Portugal) war eine britische Schauspielerin und Glamourgirl.

## Leben
Ihre Laufbahn begann Jill Adams als Fotomodell und wurde schließlich in den frühen 1950er Jahren als Schauspielerin entdeckt. Sie trat überwiegend in Komödien wie Doktor Ahoi!, Brothers in Law, Der grüne Mann oder Ist ja irre – Diese strammen Polizisten auf. Die englische Film- und Regenbogenpresse gab ihr den Beinamen „Britain's Marilyn Monroe“. 1954 zierte sie erstmals das Cover des Picturegoer, ein Jahr später war sie Titelfoto des Photoplay Magazine. Sie wirkte in über 25 Filmen und Fernsehserien mit. Jill Adams beendete ihre Filmkarriere Mitte der 1960er Jahre.
Von 1951 bis 1953 war sie mit dem Amerikaner Jim Adams verheiratet, das Paar hatte eine Tochter. 1957 heiratete sie den bekannten britischen Radiomoderator Peter Haigh. Aus dieser Ehe ging ebenfalls eine Tochter hervor. Anfang der 1970er Jahre zog die Familie nach Portugal, wo Adams und Haigh ein Hotel eröffneten. Das Paar trennte sich 1976. Mit ihrem späteren Lebensgefährten Mike Johnson eröffnete sie ein Restaurant. Jill Adams verstarb 2008 an Krebs.
Ihre Mutter war der Stummfilmstar Molly Adair (1905–1990) (u. a. The Blue Lagoon (1923), A Gamble in Lives (1924)).

## Filmografie (Auswahl)
- 1954: Verbotene Fracht (Forbidden Cargo)
- 1954: Unter schwarzem Visier (The Black Knight)
- 1955: So etwas lieben die Frauen (The Constant Husband)
- 1955: Der beste Mann beim Militär (Private's Progress)
- 1955: Doktor Ahoi! (Doctor at Sea)
- 1957: The Scamp
- 1960: Ist ja irre – Diese strammen Polizisten (Carry On, Constable)
- 1965: Versprich ihr alles (Promise Her Anything)

Fernsehen
- 1958: My Pal Bob (Fernsehserie)
- 1959: The Flying Doctor (Fernsehserie)